# 伊藤洸貴
伊藤 洸貴（いとう ひろき、1999年6月26日 - ）は、日本の男子バレーボール選手である。

## 来歴
東京都江戸川区出身。
駿台学園高等学校、中央大学を経て、2021年10月27日、大分三好ヴァイセアドラーの内定選手になったと発表された。2021-22シーズン、V1リーグに内定選手として出場した。2022年正式入団。
2022年、日本代表登録メンバーに選出された。
2023年4月26日、膝蓋腱断裂による「腱剥離術」、「骨部分切除術」の手術が行われ、当面の間、戦線離脱となった。
2024年4月、大分三好を退団。韓国Vリーグのアジア枠トライアウトに参加したが、ドラフト指名には至らなかった。
6月、ブルガリアのVCモンタナとの契約が発表された。

## 所属チーム
- 駿台学園高等学校（2015-2018年）
- 中央大学 （2018-2022年）
- 大分三好ヴァイセアドラー（2022-2024年）
- VCモンタナ（2024年-）

## 球歴
- 日本代表 （2022年）